# Chrysops rossi
Chrysops rossi är en tvåvingeart som beskrevs av Philip 1960. Chrysops rossi ingår i släktet Chrysops och familjen bromsar. Inga underarter finns listade i Catalogue of Life.